# Jüdischer Friedhof auf dem Doelen (Dinslaken)

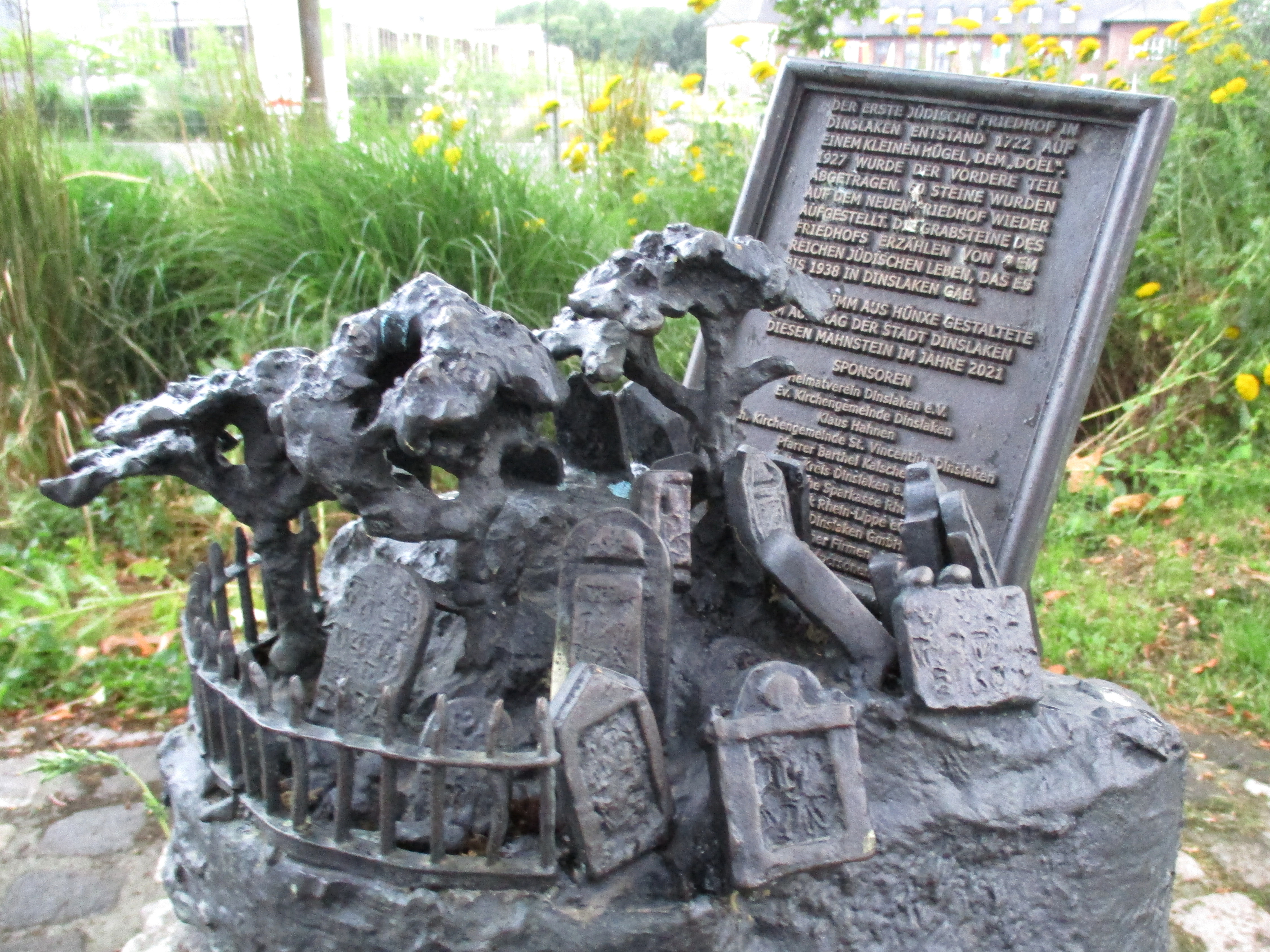
Denkmal für den ehemaligen Jüdischen Friedhof von Alfred Grimm am Stadtpark Dinslaken.

Der Jüdische Friedhof auf dem Doelen ist ein ehemaliger jüdischer Friedhof in der Stadt Dinslaken (Nordrhein-Westfalen). Er liegt westlich des am Stadtpark gelegenen und nach der aquitanischen Partnerstadt Dinslakens benannten Platz d’Agen.

## Geschichte
Der Begräbnisplatz wurde nach 1722 angelegt und bis Anfang des 20. Jahrhunderts belegt, sein Nachfolger ist der seit 1906 genutzte jüdische Friedhof auf dem Parkfriedhof. Bedingt durch Straßenerweiterungen verschwand der Judenfriedhof am Anfang des 20. Jahrhunderts. Etwa 60 Grabsteine wurden seinerzeit auf den neuen Friedhof gebracht, wo sie heute noch in einer Reihe aufgestellt sind.